# Донченко Микола Тимофійович
Микола Тимофійович Донченко (нар. 23 січня 1944) — радянський партійний діяч, секретар Київського обласного комітету КПУ, уповноважений Ради у справах релігії при Раді міністрів УРСР по місту Києву. Кандидат педагогічних наук.

## Життєпис
Закінчив Київський державний педагогічний інститут імені Горького.
Член КПРС з 1970 року.
Працював вчителем, з 1974 по 1975 рік — директором школи № 211 міста Києва.
З 1975 року — секретар Мінського районного комітету КПУ міста Києва.
Закінчив Вищу партійну школу при ЦК КПУ.
До 1986 року — уповноважений Ради у справах релігії при Раді міністрів УРСР по місту Києву.
У 1986—1987 роках — завідувач відділу пропаганди і агітації Київського міського комітету КПУ.
22 липня 1987 — 1991 року — секретар Київського обласного комітету КПУ з ідеології.
Потім — на пенсії в місті Києві.

## Нагороди
- орден «Знак Пошани»
- ордени
- медалі